# 布什曼斯河
布希曼斯河（英語：Bushman's River）是南非夸祖魯-納塔爾省圖蓋拉河的一條支流，由東向東北流動。布希曼斯河發源於龍山山脈，其上游流域位於巨人城堡以北的禁獵區。它為瓦根德里夫特大壩供水，然後流經埃斯特科特，在韋嫩附近匯入圖蓋拉河。
其支流包括小布什曼斯河，埃斯特科特附近的瓦根德里夫特大壩是其主要水庫。河流上游流域有幾個人口稠密的鄉村，其中許多居住著阿瑪盧比人。 這條河的北邊是布盧克蘭斯河，南邊是穆伊河。